# コーンベルト

アメリカ合衆国におけるトウモロコシの生産（2010年）

コーンベルト（Corn Belt）は、アメリカ合衆国中西部でトウモロコシが主要作物として生産されている地域である。
1850年代から草丈の高いイネ科草本に覆われたプレーリーを農地に転換して作られた。比較的平らな土地と、有機物質分の高い、肥沃な深い土壌が特徴である。
アメリカのトウモロコシの40.3パーセントは飼料用として、29.6パーセントがバイオマスエタノールの原料用に生産されている。
より一般的には、「コーンベルト」とは、小さな町と、より高い価格を得るために議会に圧力をかけた強力な農業組合によって支えられた、家族経営の農場の所有権に基づいた生活様式を含む、アメリカ中西部で最も集中的な農業地帯を表す。

## 分布
アイオワ州、イリノイ州、ネブラスカ州東部、ミネソタ州南部、インディアナ州、ミシガン州南部、オハイオ州西部、カンザス州東部、ミズーリ州の一部に広がる。時として、サウスダコタ州、ノースダコタ州、ウィスコンシン州、ケンタッキー州を含む。
| 2013年のアメリカ合衆国のトウモロコシ生産量（上位4州） | 2013年のアメリカ合衆国のトウモロコシ生産量（上位4州） | 2013年のアメリカ合衆国のトウモロコシ生産量（上位4州） |
| 州                                                    | 生産量（千ブッシェル）                                | 割合（％）                                            |
| ----------------------------------------------------- | ----------------------------------------------------- | ----------------------------------------------------- |
| アイオワ州                                            | 2,161,500                                             | 15.5                                                  |
| イリノイ州                                            | 2,100,400                                             | 15.0                                                  |
| ネブラスカ州                                          | 1,623,500                                             | 11.6                                                  |
| ミネソタ州                                            | 1,304,000                                             | 9.3                                                   |
| アメリカ                                              | 13,925,147                                            | -                                                     |
| 出典：2014 World of Corn (PDF) より                   |                                                       |                                                       |

2013年現在、トップ4州はアイオワ州、イリノイ州、ネブラスカ州、ミネソタ州で、この4州を合わせて、アメリカのトウモロコシ生産の51パーセントを占めた。